# Lijst van rijksmonumenten in Eerde (Overijssel)
De plaats Eerde bij Ommen telt 24 inschrijvingen in het rijksmonumentenregister. Hieronder een overzicht.
| Object | Oorspronkelijke functie?  | Bouwjaar                                                    | Architect    | Locatie                  | Coördinaten?                  | Nr.?   | Afbeelding        |
| --- | ------------------------- | ----------------------------------------------------------- | ------------ | ------------------------ | ----------------------------- | ------ | ----------------- |
| Landhuis "Eerder Es" in Wrightiaanse stijl                                                                       | Kasteel, buitenplaats     | 1929                                                        | H. Sangster  | Baron van Pallandtlaan 3 | 52° 29' 3" NB, 6° 26' 29" OL  | 508605 | Meer afbeeldingen |
| Kasteel Eerde | Kasteel, buitenplaats     | 1715                                                        |              | Kasteellaan 1            | 52° 29' 6" NB, 6° 27' 10" OL  | 527546 | Meer afbeeldingen |
| Eerde: historische tuin- en parkaanleg                                                                           | Tuin, park en plantsoen   | 1715                                                        |              | Kasteellaan bij 1        | 52° 29' 12" NB, 6° 27' 9" OL  | 527547 | Meer afbeeldingen |
| Eerde: ensemble van toegangsbrug, terras en keermuren met balustrade                                             | Tuin, park en plantsoen   | ca. 1854                                                    | I.H. Eberson | Kasteellaan bij 1        | 52° 29' 5" NB, 6° 27' 10" OL  | 527548 | Upload foto       |
| Eerde: westelijk bouwhuis                                                                                        | Bijgebouwen kastelen enz. | begin 18e eeuw (oorsprong) eerste kwart 20e eeuw (verbouwd) |              | Kasteellaan bij 1        | 52° 29' 6" NB, 6° 27' 10" OL  | 527549 | Meer afbeeldingen |
| Eerde: oostelijk bouwhuis                                                                                        | Bijgebouwen kastelen enz. | begin 18e eeuw                                              |              | Kasteellaan bij 1        | 52° 29' 6" NB, 6° 27' 12" OL  | 527550 | Meer afbeeldingen |
| Eerde: ornamentele sokkel (restant zonnewijzer)                                                                  | Tuin, park en plantsoen   | 18e/19e eeuw                                                |              | Kasteellaan bij 1        | 52° 29' 6" NB, 6° 27' 11" OL  | 527551 | Upload foto       |
| Eerde: inrijhek                                                                                                  | Tuin, park en plantsoen   | eerste helft 18e eeuw                                       |              | Kasteellaan bij 1        | 52° 29' 6" NB, 6° 27' 11" OL  | 527552 | Meer afbeeldingen |
| Eerde: toegangshek met vazen en lantaarns                                                                        | Tuin, park en plantsoen   | 1854                                                        | I.H. Eberson | Kasteellaan bij 1        | 52° 29' 7" NB, 6° 27' 11" OL  | 527553 | Meer afbeeldingen |
| Eerde: tuinmuur met hoekpaviljoens                                                                               | Tuin, park en plantsoen   | 18e eeuw                                                    |              | Kasteellaan bij 1        | 52° 29' 6" NB, 6° 27' 15" OL  | 527554 | Meer afbeeldingen |
| Voormalige Oranjerie Kasteel Eerde                                                                               | Bijgebouwen kastelen enz. | laatste helft 19e eeuw                                      |              |                          | 52° 29' 6" NB, 6° 27' 10" OL  | 527555 | Meer afbeeldingen |
| Landgoed Eerde: ijskelder                                                                                        | Tuin, park en plantsoen   | 1860                                                        |              |                          | 52° 29' 28" NB, 6° 27' 42" OL | 527556 | Meer afbeeldingen |
| Landgoed Eerde: grafkelder van de familie Van Pallandt                                                           | Begraafplaats en -onderdl | midden 19e eeuw                                             |              |                          | 52° 29' 23" NB, 6° 27' 34" OL | 527557 | Meer afbeeldingen |
| Landgoed Eerde: tuinmanswoning                                                                                   | Bijgebouwen kastelen enz. | ca. 1890                                                    |              | Kruupweg 3               | 52° 29' 12" NB, 6° 26' 51" OL | 527558 | Meer afbeeldingen |
| Landgoed Eerde: dienstwoning met koetshuis                                                                       | Bijgebouwen kastelen enz. | eerste helft 19e eeuw                                       |              | Hammerweg 67             | 52° 29' 18" NB, 6° 27' 17" OL | 527559 | Meer afbeeldingen |
| Landgoed Eerde: schuur bij dienstwoning met koetshuis                                                            | Bijgebouwen kastelen enz. | 19e eeuw                                                    |              | Hammerweg bij 67         | 52° 29' 19" NB, 6° 27' 17" OL | 529709 | Upload foto       |
| Boerderij van het middenlangsdeeltype onder pannen gedekt wolfdak, windveren en vlechtingen langs de geveltoppen | Boerderij                 | 1878 (jaartalankers)                                        |              | Dennenweg 1              | 52° 29' 12" NB, 6° 28' 43" OL | 31494  | Meer afbeeldingen |
| Boerderij onder laag rieten schilddak; onderschoer. De vensters hebben kalf, roedenverdeling en halve luiken     | Boerderij                 | 18e/19e eeuw                                                |              | Baron van Pallandtlaan 1 | 52° 29' 16" NB, 6° 26' 37" OL | 31480  | Meer afbeeldingen |
| Boerderij op rechthoekige plattegrond onder rietgedekt zadeldak met beschoten geveltoppen                        | Boerderij                 | 1928                                                        |              | Baron van Pallandtlaan 2 | 52° 29' 14" NB, 6° 26' 42" OL | 508592 | Meer afbeeldingen |
| Schuur op rechthoekige plattegrond onder rietgedekt zadeldak                                                     | Boerderij                 | 1928                                                        |              | Baron van Pallandtlaan 2 | 52° 29' 14" NB, 6° 26' 42" OL | 508593 | Upload foto       |
| Schuur op rechthoekige plattegrond onder rietgedekt zadel-, schilddak                                            | Boerderij                 | 1928                                                        |              | Baron van Pallandtlaan 2 | 52° 29' 14" NB, 6° 26' 42" OL | 508594 | Upload foto       |
| Wilmers | Boerderij                 | 1928                                                        |              | Baron van Pallandtlaan 2 | 52° 29' 14" NB, 6° 26' 42" OL | 508595 | Upload foto       |
| Boerderij onder rieten schilddak                                                                                 | Boerderij                 | 18e/19e eeuw                                                |              | Achterbroekweg 1, Eerde  | 52° 28' 43" NB, 6° 28' 22" OL | 31457  | Meer afbeeldingen |
| Boerderij onder fors rieten schilddak; onderschoer. De vensters van het woongedeelte zijn met luiken behangen    | Boerderij                 |                                                             |              | Achterbroekweg 2, Eerde  | 52° 28' 44" NB, 6° 28' 59" OL | 31458  | Meer afbeeldingen |